# 간츠: 오
《간츠: 오》(Gantz: O)는 일본에서 제작된 야스시 가와무라 감독의 2016년 애니메이션, SF, 액션, 서스펜스 영화이다. 오노 다이스케 등이 주연으로 출연하였다. 오쿠 히로야가 그린 만화 시리즈 간츠에 기반을 두고 있다. 2016년 10월 14일 토호에 의해 일본에 개봉되었다.

## 출연

### 주연
- 오노 다이스케
- 하야미 사오리

### 조연
- 이치미치 마오
- 카지 유우키
- 카쿠 토모히로
- 이케다 슈이치

## 기타
- 원작자: 오쿠 히로야
- 애니메이션: 앤슐 차우한
- 애니메이션: 모테키 미나